# Jan Henryk Dąbrowski
Jan Henryk Dąbrowski (phát âm tiếng Ba Lan: [ˈjan ˈxɛnrɨɡ dɔmˈbrɔfskʲi]; cũng được biết đến với cái tên Johann Heinrich Dąbrowski (Dombrowski) trong tiếng Đức  và Jean Henri Dombrowski trong tiếng Pháp; sinh ngày 29 tháng 8 năm 1755 – mất ngày 6 tháng 6 năm 1818) là một tướng Ba Lan và chính khách, được nhiều người kính trọng sau khi qua đời vì thái độ yêu nước của ông, và vì vậy thường được mô tả như một người anh hùng dân tộc.
Dąbrowski ban đầu phục vụ trong Quân đội Hoàng gia Sachsen và tham gia vào Quân đội của Liên bang Ba Lan và Lietuva năm 1792, không lâu trước khi Phân chia Ba Lan lần thứ hai. Ông được thăng lên hàm tướng trong cuộc Nổi dậy Kościuszko năm 1794. Sau khi Phân chia Ba Lan lần thứ ba làm chấm dứt sự tồn tại của Ba Lan như một quốc gia độc lập, ông tích cực tham gia vào việc thúc đẩy mục tiêu độc lập của Ba Lan ở nước ngoài. Ông là người sáng lập Quân đoàn Ba Lan ở Ý phục vụ dưới trướng Napoléon từ năm 1795, và với tư cách là tướng trong quân đội của Ý và Pháp, ông đã góp phần vào khôi phục ngắn hạn nhà nước Ba Lan trong giai đoạn Khởi nghĩa Greater Poland năm 1806. Ông tham gia vào Các cuộc chiến tranh của Napoléon, tham gia Chiến tranh Ba Lan - Áo và Chiến tranh Pháp-Nga (1812) cho đến năm 1813. Sau khi Napoléon bị đánh bại, ông chấp nhận một vị trí thượng nghị sĩ ở Vương quốc Lập hiến Ba Lan do Nga hậu thuẫn, và là một trong những người tổ chức Quân đội Vương quốc Lập hiến Ba Lan.
Bài Quốc ca Ba Lan, "Mazurek Dąbrowskiego", được viết nên và được hát lần đầu tiên bởi những người lính lê dương Ba Lan, có đề cập đến tên của Dąbrowski, và được biết đến với cái tên "Mazurka của Dąbrowski".

## Thời trẻ và giáo dục

### Ở Sachsen và Ba Lan
Dąbrowski có cha là Jan Michał Dąbrowski và mẹ là Zofia Maria Dąbrowska, née Sophie von Lettow,, ông sinh ra ở Pierzchów, Vương quốc Ba Lan (1569-1795), ngày 29 tháng 8 năm 1755. Ông lớn lên ở Hoyerswerda, Tuyển đế hầu quốc Sachsen, nơi cha của ông phục vụ với hàm Đại tá trong Quân đội Sachsen. Ông gia nhập Đội Cận vệ Kỵ binh Hoàng gia Sachsen năm 1770 hoặc năm 1771. Gia đình ông gốc Ba Lan. Mặc dù vậy, tuổi thơ và tuổi trẻ của ông lớn lên với nền Văn hóa Đức ở Sachsen, và ký tên mình là Johann Heinrich Dąbrowski. Ông tham gia chiến đấu trong Chiến tranh Kế vị Bayern (1778–1779), cha của ông mất trong khoảng thời gian chiến tranh này. Không lâu sau đó, ông kết hôn với Gustawa Rackel năm 1780. Ông sống ở Dresden, và được thăng hàm đều đặn, trở thành Rittmeister (tạm dịch: đội trưởng kỵ binh) vào năm 1789. Ông phục vụ với chức Tổng phụ tá của Vua Frederick Augustus I của Saxony từ năm 1788 đến năm 1791.

## Sự nghiệp
Theo lời kêu gọi của Four-Year Sejm (tạm dịch: Quốc hội nhiệm kỳ 4 năm) Ba Lan đối với toàn dân Ba Lan đang phục vụ ở nước ngoài tham gia vào quân đội Ba Lan, và vì không thấy được nhiều cơ hội để thăng tiến trong sự nghiệp quân đội của mình ở xứ Sachsen hiện đang yên bình, ngày 28 tháng 6 năm 1792, Dąbrowski đã tham gia Quân đội của Liên bang Ba Lan và Lietuva với hàm podpułkownik (tạm dịch: Trung tá) và vào ngày 14 tháng 7, ông được thăng hàm phó-Chuẩn tướng  Tham gia vào những tuần cuối cùng của Chiến tranh Ba Lan - Nga năm 1792, nhưng ông không được chiến đấu ở đó. Không quen với sự phức tạp của chính trị Ba Lan, giống như nhiều người ủng hộ Poniatowski, ông gia nhập Liên minh Targowica cuối năm 1792.
Dąbrowski được xem là một chuyên gia kỵ binh, và Vua Stanisław August Poniatowski rất lưu tâm đến việc có được Dąbrowski dưới trướng của mình. Là một kỵ binh được đào tạo ở trường quân đội Dresden bởi Bá tước Maurice Bellegarde, một nhà cải cách của kỵ binh quân đội Sachsen, Dąbrowski được yêu cầu để hỗ trợ hiện đại hóa Kỵ binh Ba Lan, phục vụ trong hàng ngũ Lữ đoàn Kỵ binh Đại Ba Lan số 1 (1 Wielkpolska Brygada Kawalerii Narodowej). Tháng 1 năm 1793, đóng quân quanh vùng Gniezno với hai đơn vị kỵ binh, khoảng 200 người, nhóm của ông đã giao chiến với quân Phổ đang tiến vào Ba Lan sau khi Phân chia Ba Lan lần hai, và sau đó ông trở thành nhà hoạt động, chủ trương tiếp tục đấu tranh quân sự chống lại quân chiếm đóng.
Grodno Sejm (tạm dịch: Hạ viện Grodno) diễn ra vào mùa thu năm 1793, bổ nhiệm ông là thành viên của ủy ban quân sự; việc này khiến ông nhận cái nhìn nghi ngờ của đa số đội ngũ quân nhân bất mãn, và ông đã không được tham gia vào công tác chuẩn bị cho lần nổi dậy sắp tới. Do vậy ông lấy làm ngạc nhiên khi Cuộc nổi dậy Kościuszko nổ ra, và lữ đoàn của ông cũng nổi loạn. Ông tuyên bố ủng hộ quân nổi dậy sau khi Warszawa được giải phóng và từ đó, ông tích cực tham gia vào cuộc nổi dậy, bảo vệ Warszawa và lãnh đạo một quân đoàn hỗ trợ một cuộc khởi nghĩa ở Greater Poland. Lòng dũng cảm của ông đã được chính Tadeusz Kościuszko - Tư lệnh Tối cao của Lực lượng Vũ trang Quốc gia khen ngợi và thăng hàm cho ông lên cấp tướng.

### Trong quân đội Napoléon

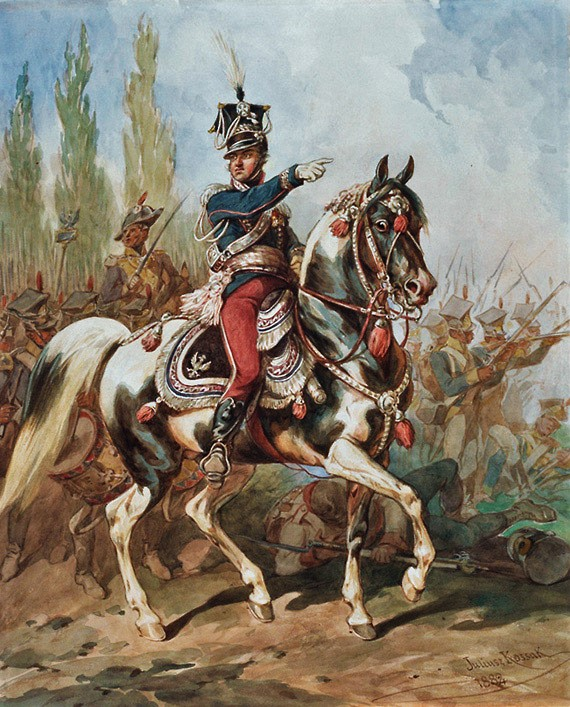
Jan Henryk Dąbrowski dẫn đầu Quân đoàn Ba Lan.

Sau thất bại của cuộc nổi dậy, ông vẫn ở lại trên đất Ba Lan bị phân chia trong một thời gian, cố gắng thuyết phục các nhà cầm quyền Phổ rằng họ cần Ba Lan làm đồng minh để chống lại Áo và Nga. Ông đã không thành công trong việc này, và cùng với việc Phân chia Ba Lan lần thứ ba bởi Nga, Phổ (quốc gia) và Áo, Ba Lan đã bị gạch tên trên bản đồ Châu Âu. Giải pháp tiếp theo của Dąbrowski là thuyết phục Pháp phải hỗ trợ cho mục tiêu của Ba Lan và thành lập một đội hình quân sự của Ba Lan. Việc này được chứng minh là mang lại thành công hơn, và thực tế Dąbrowski được lịch sử Ba Lan nhớ đến như là người tổ chức của Quân đoàn Ba Lan ở Ý trong thời gian Các cuộc chiến tranh của Napoléon. (Các Quân đoàn này cũng thường được gọi là "Quân đoàn của Dąbrowski".) Sự kiện này mang lại hy vọng cho những người Ba Lan đương thời, và vẫn còn được nhớ đến trong Mazurek Dąbrowskiego, được đặt theo tên Dąbrowski. Ông viết tác phẩm của mình năm 1796 khi đến Paris và sau đó gặp Napoléon Bonaparte ở Milano. Ngày 7 tháng 1 năm 1797, ông được Cisalpine Republic ủy quyền để thành lập các quân đoàn Ba Lan, đó sẽ là một phần của quân đội Lombardia mới thành lập.
Vào tháng 4, Dąbrowski vận động hành lang cho kế hoạch đưa quân vào lãnh thổ của Ba Lan ở Galicia nhưng đã bị Napoléon ngăn chặn và thay vào đó là quyết định dùng đội quân này ở mặt trận Ý. Lính Ba Lan của Dąbrowski đã chiến đấu cho phe của Napoléon từ tháng 5 năm 1797 cho đến đầu năm 1803. Là một chỉ huy của quân đoàn mình, ông đóng một vai trò quan trọng trong cuộc chiến ở Ý, tiến về Roma tháng 5 năm 1798, ông bị thương nhưng chiến đấu nổi bật trong Trận Trebia ngày 19 tháng 6 năm 1799 cũng như trong các trận chiến và trận đánh khác trong giai đoạn 1799–1801. Trong thời gian Quân đoàn đóng quân tại Roma, Dąbrowski có được một số chiến lợi phẩm từ đại diện Roma, cụ thể là những chiến lợi phẩm mà vua Ba Lan Jan III Sobieski gửi tặng sau chiến thắng của mình trước Đế quốc Ottoman tại Cuộc vây hãm Viên năm 1683; trong số đó có một hình tượng Ottoman mà sau này trở thành một phần trong màu sắc của Quân đoàn và đồng hành cùng họ về sau. Tuy nhiên, quân đoàn không bao giờ có thể về đến Ba Lan và giải phóng đất nước như Dąbrowski mơ ước. Mặc dù vậy, Napoléon nhận thấy sự bất mãn ngày càng lớn trong binh lính và chỉ huy của mình. Họ đặc biệt thất vọng trước một hòa ước giữa Pháp và Nga, ký tại Lunéville ngày 9 tháng 2 năm 1801 làm tiêu tan hy vọng rằng Bonaparte sẽ giải phóng Ba Lan. Không lâu sau đó, vào tháng 3, Dąbrowski tổ chức lại cả hai Quân đoàn tại Milano thành hai đơn vị có 6,000 quân. Vỡ mộng với Napoléon sau hiệp định Lunéville, nhiều lính lê dương sau đó đã từ chức; hàng ngàn lính khác hy sinh khi Quân đoàn được cử đến đàn áp Cách mạng Haiti năm 1803; thời điểm đó, Dąbrowski không còn là chỉ huy của Quân đoàn nữa.
Trong khi đó, Dąbrowski trải qua những năm đầu của thế kỷ mới với tư cách là một vị tướng phục vụ cho cộng hòa Ý. Năm 1804, ông nhận Huân chương hạng nhất của Bắc Đẩu Bội tinh, và Order of the Iron Crown (tạm dịch: Huân chương Vương miện sắt) của Ý trong năm tiếp theo. Cùng với Józef Wybicki, ông một lần nữa được Napoléon Bonaparte triệu tập vào mùa thu năm 1806 và được giao nhiệm vụ tái thành lập đội hình Ba Lan mà Napoléon muốn sử dụng để chiếm lại Greater Poland từ tay Phổ. Xung đột xảy ra sau đó được biết đến với tên gọi Khởi nghĩa Greater Poland, và Dabrowski là thủ lĩnh chính của lực lượng nổi dậy của Ba Lan. Dąbrowski chiến đấu nổi bật trong Cuộc vây hãm Tczew, bao vây Gdańsk và Trận Friedland.

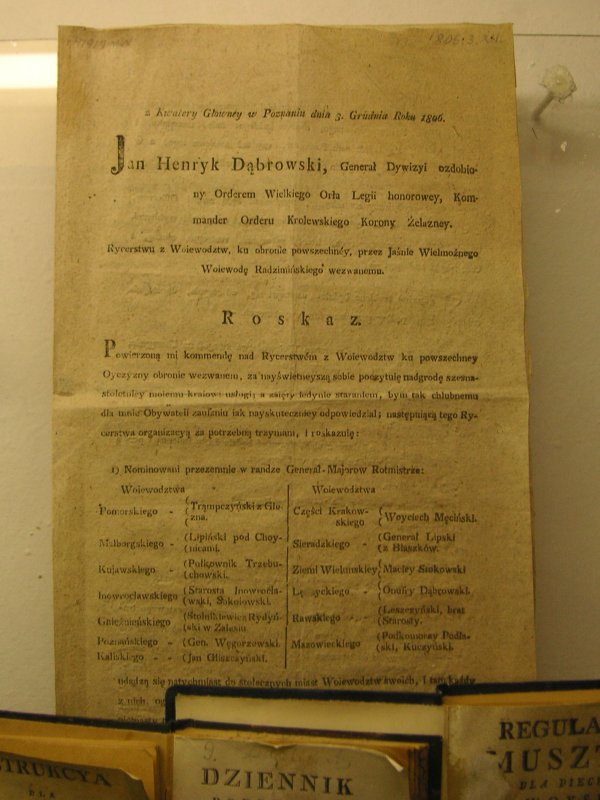
Lệnh của Dąbrowski năm 1806, đưa ra Lệnh Chiến đấu mới cho các voivodeship của Ba Lan

Năm 1807, Công quốc Warszawa được thành lập trong vùng lãnh thổ bị chiếm lại, về cơ bản là một vệ tinh ngoài Pháp của Bonaparte. Dąbrowski trở nên bất mãn với Napoléon - người tặng ông các phần thưởng bằng tiền nhưng không phải vị trí nghiêm túc trong quân đội hay chính phủ. Ông cũng được tặng thưởng huân chương Virtuti Militari trong năm đó. Năm 1809, ông lên đường bảo vệ Ba Lan trước cuộc xâm lược của Áo dưới sự chỉ huy của Hoàng thân Józef Antoni Poniatowski. Gia nhập Quân độ của Công quốc Warszawa không lâu sau Trận Raszyn, ông tham gia vào giai đoạn đầu của cuộc tấn công vào Galicia và sau đó tổ chức bảo vệ Greater Poland. Tháng 6 năm 1812, Dąbrowski chỉ huy Sư đoàn Bộ binh số 17 (Ba Lan) trong Quân đoàn V thuộc Đại quân trong thời gian Chiến tranh Pháp-Nga (1812). Tuy nhiên, đến tháng 10, chiến tranh Pháp - Nga kết thúc, và lực lượng quân Pháp bị tiêu hao bởi một mùa đông khắc nghiệt đã phải lui quân. Tại Trận Berezina tàn khốc hồi tháng 11 cùng năm, Dąbrowski đã bị thương, khả năng lãnh đạo và chiến thuật của ông trong trận này cũng bị chỉ trích. Sau đợt tổ chức lại Grande Armée hồi tháng 3, ông chỉ huy Sư đoàn Bộ binh số 27 (Ba Lan) trong Quân đoàn VIII. Ông chỉ huy đơn vị này trong Trận Leipzig (1813) và sau đó, ngày 28 tháng 10, ông trở thành tổng tư lệnh của toàn bộ lực lượng Ba Lan còn lại trong quân đội Napoléon, tiếp nối Antoni Paweł Sułkowski.

### Những năm cuối đời
Dąbrowski luôn gắn liền Ba Lan độc lập với Quân đội Ba Lan, và phục vụ cống hiến cho cường quốc mới là Nga, nơi hứa hẹn tổ chức một đội hình mới. Ông là một trong những tướng được Sa hoàng Alexander của Nga giao phó việc tổ chức lại quân đội của Công quốc thuộc Quân đội của Vương quốc Lập hiến Ba Lan. Năm 1815, ông nhận được các danh hiệu tướng kỵ binh và thượng nghị sĩ -voivode của Vương quốc Lập hiến mới. Ông cũng được trao tặng Huân chương Đại bàng trắng ngày 9 tháng 12 cùng năm. Không lâu sau đó, ông rút lui khỏi các hoạt động chính trị. Năm sau, ông nghỉ hưu tại mảnh đất của mình ở Winna Góra thuộc Đại Công quốc Posen, Vương quốc Phổ, ông mất tại đây ngày 6 tháng 6 năm 1818 do Viêm phổi và Hoại thư. Ông được an táng tại nhà thờ ở Winna Góra.
Trong những năm cuối đời, Dąbrowski đã viết một số chuyên luận quân sự chủ yếu về Quân đoàn, bằng tiếng Đức, tiếng Pháp và tiếng Ba Lan.

### Tưởng nhớ
Dąbrowski thường bị những người cùng thời và sử sách Ba Lan trước đó chỉ trích, nhưng hình ảnh ông dần được cải thiện theo thời gian. Ông thường được so sánh với hai người hùng quân đội khác của thời kỳ Phân chia và Quân đoàn là Tadeusz Kościuszko và Józef Antoni Poniatowski, và với cha đẻ của Đệ Nhị Cộng hòa Ba Lan, Józef Klemens Piłsudski. Đặc biệt, phần đề cập của ông trong Quốc ca Ba Lan, được biết đến với tên "Mazurek của Dąbrowski" đã góp phần tạo nên tên tuổi ông ở Ba Lan. Sẽ không là ngạc nhiên khi các tác phẩm lịch sử Ba Lan hiện đại mô tả ông như một "anh hùng (dân tộc)".
Dąbrowski cũng được nhớ đến bên ngoài lãnh thổ Ba Lan vì các đóng góp mang tính lịch sử của mình. Tên của ông trong tiếng Pháp là "Dombrowsky", đã được khắc lên Khải Hoàn Môn ở Paris.